# Jackie Jackson
Pour les articles homonymes, voir Jackson.
Sigmund Esco « Jackie » Jackson, né le 4 mai 1951 à East Chicago (Indiana), est un compositeur et chanteur américain, célèbre pour être un des membres fondateurs des Jackson 5. Jackie est le deuxième enfant de la famille Jackson et le plus âgé des frères Jackson.

## L’enfance

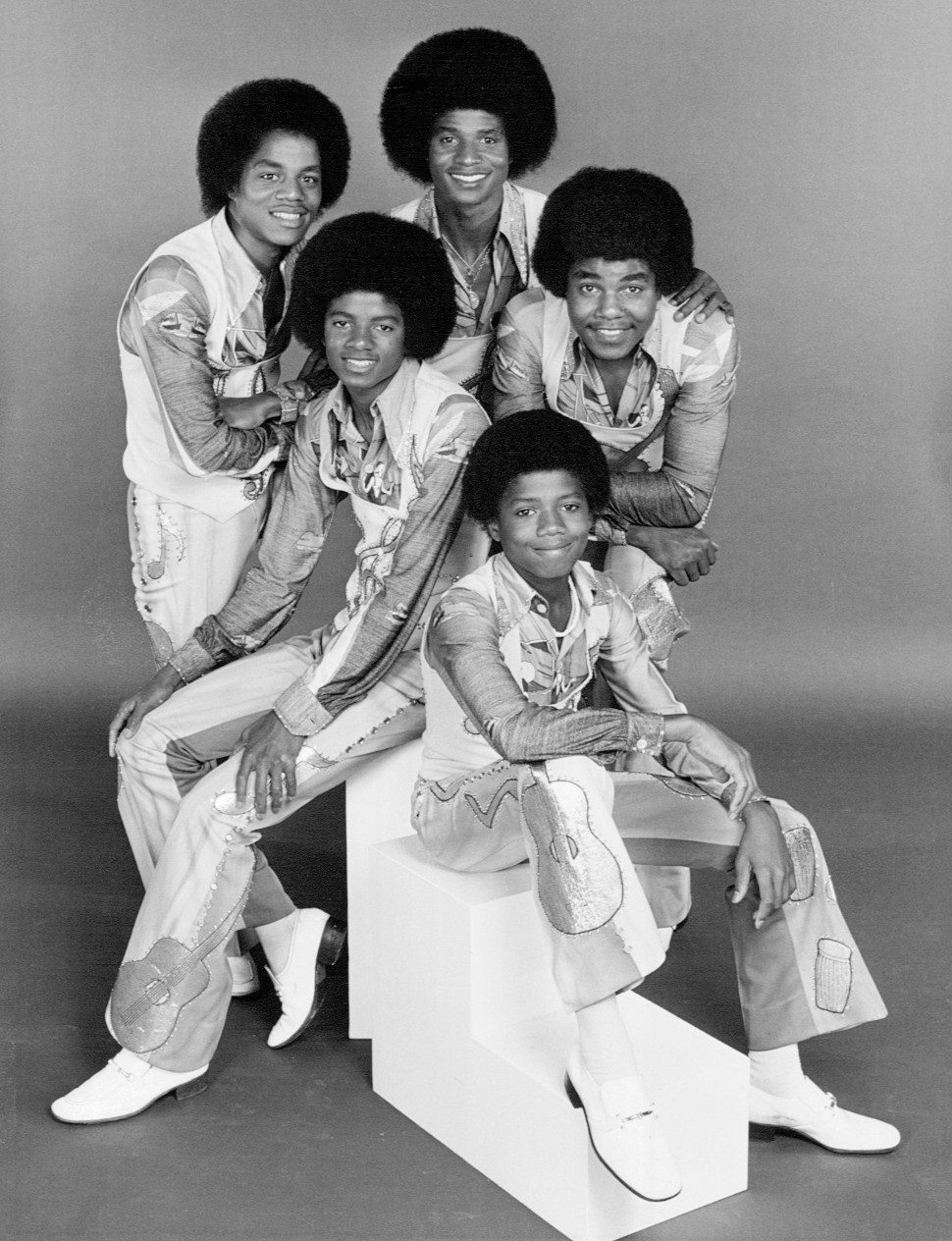
The Jacksons, en 1976

Sigmund Esco Jackson est né le jour du 21e anniversaire de sa mère Katherine en 1951 à l'hôpital de St Catherine à East Chicago, une ville de l'Indiana. Surnommé Jackie par son grand-père, un surnom tiré de Jackson Boy, il est issu d’une famille noire de la classe ouvrière. Lui et ses frères et sœurs ont grandi dans une maison à deux chambres à Gary, dans l’Indiana, une ville industrielle en périphérie de Chicago.
En 1964, Joseph, le père de Jackie, forme le groupe de chant des Jackson Brothers, qui comprend Jackie et ses frères Tito et Jermaine, complétés par les frères cadets Marlon et Michael qui jouent des instruments de percussion.
En 1966, Joseph fait de Michael le chanteur principal et en deux ans, le groupe apparaît sur la scène professionnelle sous le nom des Jackson Five, qui a plus tard change en Jackson 5 après avoir signé un contrat avec Motown en 1969. Avant que le groupe ne signe avec la maison de disque, Jackie voulait poursuivre une carrière de joueur professionnel de baseball.

## La carrière
Jackie Jackson chante avec une voix de ténor. Il lui arrive de faire office de chanteur principal sur quelques couplets des plus grandes chansons des Jackson 5 comme I Want You Back ou bien ABC.
En 1973, il sort un album solo qui ne marche absolument pas. Après que les Jackson 5 sont devenus les Jacksons après la fin de leur contrat avec Motown et à la signature d’un nouveau contrat avec CBS Records en 1976, l’importance du rôle de Jackie Jackson en tant que chanteur et compositeur s’accroit.
Il chante en tant que chanteur principal aux côtés de son frère Michael sur leur single Enjoy Yourself et il compose aussi sur six des albums du groupe. La voix de Jackie Jackson devient un peu plus grave avec les années.
L’un de ses morceaux les plus réussis est co-écrit avec Michael et intitulé Can You Feel It. La chanson connait un véritable succès dans le monde entier en 1981. Jackson commence à chanter de plus en plus en tant que chanteur principal quand Michael poursuit sa carrière en solo.
En 1984, sur l’album Victory du groupe, Jackie est le chanteur principal de la chanson Wait et il écrit le single Torture. Notamment avant le début du Victory Tour en 1984, il souffre de ce qui est officiellement décrit comme une blessure au genou survenue durant les répétitions.
Cependant, une ancienne compagne de Jermaine Jackson, Margaret Maldonado, écrit dans son livre de 1995 intitulé Jackson Family Valus que Jackson a été blessé dans un accident de voiture. C’est apparemment celle qui était à l’époque sa femme, Enid Jackson, qui l’aurait percuté avec sa voiture après l’avoir vu avec la chorégraphe et membre de l’équipe féminine de basketball des Lakers, Paula Abdul.
Jackson réussit à récupérer assez pour pouvoir participer à la dernière partie de la tournée en décembre 1984 à Los Angeles où Michael annonce qu’il quitte le groupe. Au début de l’année 1985, Marlon Jackson suit l’exemple de son frère et quitte lui aussi le groupe.
Jackie, Tito et Randy deviennent des musiciens de studio, des chanteurs et des producteurs durant cette période. En 1987, Jackie, Randy, Tito et Jermaine reforment un groupe sous le nom de The Jacksons et enregistrent Time Out for the Burglar, le thème du film La Pie voleuse.
Le single connait un certain succès en Amérique mais est surtout plébiscité en Belgique où il reste à la 17e place du Top 40 pendant deux semaines consécutives.
À la fin de l’année 1988, les Jacksons décident d’enregistrer leur dernier album intitulé 2300 Jackson Street, avec Jermaine et Jackie se partageant la vedette sur la plupart des chansons. 2300 Jackson Street ne rencontre pas le succès escompté malgré la chanson Nothin’ (That Compares 2 U) chantée principalement par Randy et Jermaine.
Randy ne participe pas vraiment à la promotion de l’album car il travaille sur un projet en solitaire et il laisse Jackie, Tito et Jermaine faire la promotion de leur disque, principalement à l’étranger.
Après cela, le groupe perd son contrat avec leur maison de disque et chaque frère continue sa carrière en solo. 
Jackie signe avec Polydor et sort son premier album solo, Be the One, à la fin de l’année 1989. L’album connait un certain succès, atteignant la 89e place du classement R&B. Le premier single, Stay fait partie du Top 40 pendant un certain temps et le second single, Cruzin rencontre un succès modéré.
En 2001, après des années loin des feux de la rampe, Jackie avec ses autres frères, revient sur le devant de la scène dans une performance qui les réunit tous au Madison Square Garden, pour les 30 ans de carrière de Michael.

### Ces dernières années
Vivant actuellement à Las Vegas, Jackson dirige pendant un certain temps deux maisons de disque, Jesco Records et Futurist Entertainment. Son fils, Sigmund Jr., connu sous le nom de DEALZ publie une mixtape grâce à Jesco en 2007. 
En 2009, lui, Tito, Jermaine et Marlon participent brièvement à la série de télé-réalité The Jacksons: A Family Dynasty. 
En 2012, le quatuor lance sa première tournée depuis la fin du Victory Tour en 1984. Les quatre frères continuent à faire des tournées.

## Vie privée
Jackie Jackson a été marié trois fois et a quatre enfants. 
Il épouse en premières noces, Enid Adren Spann (27 juin 1954 - 20 décembre 1997) en novembre 1974. Un mariage tumultueux puisqu’ils se séparent en 1984 après qu’ Enid a demandé le divorce, mais ils se réconcilient en 1985. En 1986, Enid accuse Jackie d’être violent et obtient le divorce. Ils ont  deux enfants, Sigmund Esco « Siggy » Jackson Jr. né le 29 juin 1977 et Brandi Jackson née le 6 février 1982.
En 1980, il est le sujet de l’attention des médias quand il a  une histoire d’amour avec la pop star Paula Abdul.
En 2001,  Jackie Jackson épouse en secondes noces, Victoria Triggs. Ils divorcent cependant quelque temps plus tard.
En 2012, il épouse en troisième noces Emily Besselink avec laquelle il a des jumeaux : Jaylen et River Jackson, nés le 31 décembre 2013.